# أنارات (اسم)
أَنَارَات هو اسم علم مذكر ومؤنث من أصل عربي، ومعناه هو الإضاءة والتوضيح والتبيين وتنفير الظبي وغيره وظهور النبات وحسنه وإشراق الوجه وحسن لونه.